# Festival Internacional de Cine de San Sebastián 1999
La 47.ª edición del Festival Internacional de Cine de San Sebastián tuvo lugar entre el 16 y el 25 de septiembre de 1999. 

## Jurados
Jurado de la Sección Oficial
- Bertrand Tavernier, director francés (Presidente)
- Laura Esquivel, escritora mexicana
- Anna Galiena, actriz italiana
- Marion Hänsel, directora belga
- Gerardo Herrero, director español
- Dušan Makavejev, director serbio
- Mark Shivas, productor británico

## Películas

### Sección Oficial
Las 16 películas siguientes compitieron para el premio de la Concha de Oro a la mejor película:
| Título en España                 | Título original            | Director(es)              | País        |
| -------------------------------- | -------------------------- | ------------------------- | ----------- |
| Jonás y Lila                     | Jonas et Lila, à demain    | Alain Tanner              | Suiza       |
| Mi mapa del mundo                | A Map of the World         | Scott Elliott             | EE. UU.     |
| ¿Qué es la vida?                 | C'est quoi la vie?         | François Dupeyron         | Francia     |
| Cuando vuelvas a mi lado         | Cuando vuelvas a mi lado   | Gracia Querejeta          | España      |
| La lengua de las mariposas       | La lengua de las mariposas | José Luis Cuerda          | España      |
| Las confesiones del doctor Sachs | La maladie de Sachs        | Michel Deville            | Francia     |
| Miss Julie                       | Miss Julie                 | Mike Figgis               | Reino Unido |
| Mumford                          | Mumford                    | Lawrence Kasdan           | EE.UU.      |
| Jaime                            | Jaime                      | António-Pedro Vasconcelos | Portugal    |
| Soft Fruit                       | Soft Fruit                 | Christina Andreef         | Australia   |
| Orfeo                            | Orfeu                      | Carlos Diegues            | Brasil      |
| La cinta roja                    | Rooban-e ghermez           | Ebrahim Hatamikia         | Irán        |
| The Crossing                     | The Crossing               | Nora Hoppe                | Bélgica     |
| Bajo el sol                      | Under solen                | Colin Nutley              | Suecia      |
| Volavérunt                       | Volavérunt                 | Bigas Luna                | España      |
| La ducha                         | Xizao                      | Zhang Yang                | China       |

### Fuera de competición
Las películas siguientes fueron seleccionadas para ser exhibidas fuera de competición: 
Largometrajes
| Título en España       | Título original        | Director(es)       | País        |
| ---------------------- | ---------------------- | ------------------ | ----------- |
| Onegin                 | Onegin                 | Martha Fiennes     | Reino Unido |
| The Raven... Nevermore | The Raven... Nevermore | Tinieblas González | España      |

### Otras secciones oficiales

#### Perlas
Las 17 películas proyectadas en esta sección son largometrajes inéditos en España, que han sido aclamados por la crítica y/o premiados en otros festivales internacionales. Estas fueron las películas seleccionadas para la secciónː
| Título en España                     | Título original                      | Director(es)         | País           |
| ------------------------------------ | ------------------------------------ | -------------------- | -------------- |
| Agnes Browne                         | Agnes Browne                         | Anjelica Huston      | Estados Unidos |
| Rebelión en la granja                | Animal Farm                          | John Stephenson      | Estados Unidos |
| Ghost Dog, el camino del samurái     | Ghost Dog: The Way of the Samurai    | Jim Jarmusch         | Estados Unidos |
| Hoy empieza todo                     | Ça commence aujourd'hui              | Bertrand Tavernier   | Francia        |
| Locos en Alabama                     | Crazy in Alabama                     | Antonio Banderas     | Estados Unidos |
| La leyenda del pianista en el océano | La leggenda del pianista sull'oceano | Giuseppe Tornatore   | Italia         |
| El pequeño ladrón                    | Le petit voleur                      | Érick Zonca          | Francia        |
| Les convoyeurs attendent             | Les convoyeurs attendent             | Benoît Mariage       | Bélgica        |
| El trono de la muerte                | Marana Simhasanam                    | Murali Nair          | Irán           |
| Mifune                               | Mifunes sidste sang                  | Søren Kragh-Jacobsen | Dinamarca      |
| La copa                              | Phörpa                               | Khyentse Norbu       | Bután          |
| Ratcatcher                           | Ratcatcher                           | Lynne Ramsay         | Reino Unido    |
| Los cinco sentidos                   | The Five Senses                      | Jeremy Podeswa       | Canadá         |
| La hija del general                  | The General's Daughter               | Simon West           | Estados Unidos |
| Las vírgenes suicidas                | The Virgin Suicides                  | Sofia Coppola        | Estados Unidos |
| Sin invitación                       | Uninvited                            | Carlo Gabriel Nero   | Italia         |
| Wisconsin Death Trip                 | Wisconsin Death Trip                 | James Marsh          | Reino Unido    |

#### Nuevos directores
Esta sección agrupa los primeros o segundos largometrajes de sus cineastas, inéditos o que solo han sido estrenados en su país de producción y producidos en el último año. Estas fueron las películas seleccionadas para la sección:
| Título en español                       | Título original                         | Director(es)      | País           |
| --------------------------------------- | --------------------------------------- | ----------------- | -------------- |
| Bloody Angels                           | 1732 Høtten                             | Karin Julsrud     | Noruega        |
| Bobby G. Can't Swim                     | Bobby G. Can't Swim                     | John-Luke Montias | Estados Unidos |
| Almas perdidas en la ciudad             | Downhill City                           | Hannu Salonen     | Alemania       |
| Why Get Married the Day the World Ends? | Why Get Married the Day the World Ends? | Harry Cleven      | Bélgica        |
| Recursos humanos                        | Ressources humaines                     | Laurent Cantet    | Francia        |
| Somberman's aktie                       | Somberman's aktie                       | Casper Verbrugge  | Países Bajos   |
| Tesoro mío                              | Tesoro mío                              | Sergio Bellotti   | Argentina      |
| Tuvalu                                  | Tuvalu                                  | Veit Helmer       | Alemania       |
| Un banco en el parque                   | Un banco en el parque                   | Agustí Vila       | España         |
| Un pur moment de rock'n roll            | Un pur moment de rock'n roll            | Manuel Boursinhac | Francia        |

#### Zabaltegi[5]
| Título en español             | Título original               | Director(es)           | País           |
| ----------------------------- | ----------------------------- | ---------------------- | -------------- |
| Ascendente                    | Ascendente                    | Emilio Mula            | España         |
| Inter View                    | Inter View                    | Jessica Hausner        | Austria        |
| Juggling the Elements...      | Juggling the Elements...      | Katrina Sawyer         | Australia      |
| La pequeña vendedora de sol   | La petite vendeuse de soleil  | Djibril Diop Mambéty   | Senegal        |
| Même le vent... (corto)       | Même le vent... (corto)       | Laurence Attali        | Suecia         |
| Minefield (corto)             | Minefield (corto)             | Garry Lane             | Alemania       |
| Americanos cotidianos (corto) | Americanos cotidianos (corto) | Juanma Bajo Ulloa      | España         |
| Proekt 19                     | Proekt 19                     | Serguei Loukiantchikov | Bielorrusia    |
| Taking hy                     | Taking hy                     | Michael Spitz          | Estados Unidos |
| The Lifestyle                 | The Lifestyle                 | David Schisgall        | Estados Unidos |

### Otras secciones

#### Made in Spanish
Sección dedicada a una serie de largometrajes de habla hispana que se estrenan en el año. Estas fueron las películas seleccionadas para la sección:
Largometrajes españoles
| Título original                      | Director(es)                                                    | País      |
| ------------------------------------ | --------------------------------------------------------------- | --------- |
| A los que aman                       | Isabel Coixet                                                   | España    |
| Amic/Amat                            | Ventura Pons                                                    | España    |
| Atilano, presidente                  | Santiago Aguilar, Luis Guridi                                   | España    |
| El abuelo                            | José Luis Garci                                                 | España    |
| El amateur                           | Juan Bautista Stagnaro                                          | Argentina |
| El coronel no tiene quien le escriba | Arturo Ripstein                                                 | México    |
| El armario                           | Gustavo Corrado                                                 | Uruguay   |
| El desquite                          | Andrés Wood                                                     | Chile     |
| El entusiasmo                        | Ricardo Larraín                                                 | Chile     |
| El milagro de P. Tinto               | Javier Fesser                                                   | España    |
| El pianista                          | Mario Gas                                                       | España    |
| Entre las piernas                    | Manuel Gómez Pereira                                            | España    |
| Extraños                             | Imanol Uribe                                                    | España    |
| Finisterre                           | Xavier Villaverde                                               | España    |
| Flores de otro mundo                 | Icíar Bollaín                                                   | España    |
| La hora de los valientes             | Antonio Mercero                                                 | España    |
| La niña de tus ojos                  | Fernando Trueba                                                 | España    |
| La rosa de piedra                    | Manuel Palacios                                                 | España    |
| Lágrimas negras                      | Ricardo Franco, Fernando Bauluz                                 | España    |
| Lluvia en los zapatos                | María Ripoll                                                    | España    |
| Luminarias                           | Juan Luis Valenzuela                                            | EE.UU.    |
| Mala época                           | Mariano De Rosa, Rodrigo Moreno, Salvador Roselli, Nicolás Saad | Argentina |
| Me llamo Sara                        | Dolores Payás                                                   | España    |
| Muertos de risa                      | Álex de la Iglesia                                              | España    |
| Ratas, ratones, rateros              | Sebastián Cordero                                               | Ecuador   |
| Silvia Prieto                        | Martín Rejtman                                                  | Argentina |
| Tuve un sueño contigo                | Gonzalo Justiniano                                              | Chile     |

### Retrospectivas

#### Retrospectiva. Conocer aJohn M. Stahl
La retrospectiva de ese año fue dedicado a la obra del director John M. Stahl. Se proyectó la mayor parte de su filmografía así como documentales referentes a su obra.
| Título en español        | Título en original       | Director      | Año  |
| ------------------------ | ------------------------ | ------------- | ---- |
| Her Code of Honor        | Her Code of Honor        | John M. Stahl | 1919 |
| Suspicious Wives         | Suspicious Wives         | John M. Stahl | 1921 |
| Sowing the Wind          | Sowing the Wind          | John M. Stahl | 1921 |
| The Child Thou Gavest Me | The Child Thou Gavest Me | John M. Stahl | 1921 |
| Husbands and Lovers      | Husbands and Lovers      | John M. Stahl | 1924 |
| Why men leave home       | Why men leave home       | John M. Stahl | 1924 |
| Memory Lane              | Memory Lane              | John M. Stahl | 1926 |
| La canción de Kentucky   | In Old Kentucky          | John M. Stahl | 1927 |
| Strictly dishonorable    | Strictly dishonorable    | John M. Stahl | 1931 |
| La usurpadora            | Back Street              | John M. Stahl | 1932 |
| Parece que fue ayer      | Only Yesterday           | John M. Stahl | 1933 |
| Sublime obsesión         | Magnificent Obsession    | John M. Stahl | 1935 |
| Imitación de la vida     | Imitation of Life        | John M. Stahl | 1935 |
| Parnell                  | Parnell                  | John M. Stahl | 1937 |
| Carta de presentación    | Letter of Introduction   | John M. Stahl | 1938 |
| Huracán                  | When tomorrow comes      | John M. Stahl | 1939 |
| El sargento inmortal     | Immortal Sergeant        | John M. Stahl | 1943 |
| Sagrado matrimonio       | Holy Matrimony           | John M. Stahl | 1943 |
| La víspera de San Marcos | The Eve of St. Mark      | John M. Stahl | 1944 |
| Las llaves del reino     | The Keys of the Kingdom  | John M. Stahl | 1944 |
| Que el cielo la juzgue   | Leave Her to Heaven      | John M. Stahl | 1945 |
| Débil es la carne        | The Foxes of Harrow      | John M. Stahl | 1947 |
| Murallas humanas         | The Walls of Jericho     | John M. Stahl | 1948 |
| Papá fue un defensa      | Father was a Fullback    | John M. Stahl | 1949 |

#### Retrospectiva Clásica.Bertrand Tavernier
La retrospectiva de ese año fue dedicada a la obra del director francés Bertrand Tavernier.
- Le doulos (1963)

| Título en español                                   | Título en original                                  | Año  |
| --------------------------------------------------- | --------------------------------------------------- | ---- |
| El relojero de Saint-Paul                           | L'horloger de Saint-Paul                            | 1974 |
| Que empiece la fiesta                               | Que la fête commence...                             | 1975 |
| El juez y el asesino                                | Le Juge et l'Assassin                               | 1976 |
| Dos inquilinos                                      | Des enfants gâtés                                   | 1977 |
| La muerte en directo                                | La mort en direct                                   | 1980 |
| Une semaine de vacances                             | Une semaine de vacances                             | 1980 |
| 1280 almas                                          | Coup de torchon                                     | 1981 |
| Philippe soupault et le surréalisme (TV)            | Philippe soupault et le surréalisme (TV)            | 1982 |
| Mississippi Blues (con Robert Parrish)              | Mississippi Blues (con Robert Parrish)              | 1983 |
| Un domingo en el campo                              | Un dimanche à la campagne                           | 1984 |
| Alrededor de medianoche                             | Autour de minuit                                    | 1986 |
| La pasión de Beatrice                               | La Passion Béatrice                                 | 1987 |
| La vida y nada más                                  | La vie et rien d'autre                              | 1989 |
| Nuestros días felices                               | Daddy nostalgie                                     | 1990 |
| Contre l'oubli (con Pour Aung San Suu Kyi, Myanmar) | Contre l'oubli (con Pour Aung San Suu Kyi, Myanmar) | 1991 |
| La guerra sin nombre (con Patrick Rotman)           | La guerre sans nom                                  | 1992 |
| L.627                                               | L.627                                               | 1992 |
| La hija de D’Artagnan'                              | La fille de d'Artagnan'                             | 1994 |
| La carnaza                                          | L'appât                                             | 1995 |
| Capitán Conan                                       | Capitaine Conan                                     | 1996 |
| Hoy empieza todo                                    | Ça commence aujourd'hui                             | 1999 |

#### Retrospectiva Temática: El Boom a la italiana
La organización del festival hace una selección de las películas de la era dorada del cine italiano de la década de los 60 y 70.
| Título en España                                                       | Título original                                                  | Director(es)                                   | Año  |
| ---------------------------------------------------------------------- | ---------------------------------------------------------------- | ---------------------------------------------- | ---- |
| Una vida difícil                                                       | Una vita difficile                                               | Dino Risi                                      | 1961 |
| La escapada                                                            | Il sorpasso                                                      | Dino Risi                                      | 1962 |
| El poder de la mafia                                                   | Mafioso                                                          | Alberto Lattuada                               | 1962 |
| Monstruos de hoy                                                       | I monstri                                                        | Dino Risi                                      | 1963 |
| El especulador                                                         | Il boom                                                          | Vittorio De Sica                               | 1963 |
| Se acabó el negocio                                                    | La donna scimmia                                                 | Marco Ferreri                                  | 1964 |
| Matrimonio a la italiana                                               | Matrimonio all'italiana                                          | Vittorio De Sica                               | 1964 |
| Los complejos                                                          | I complessi                                                      | Dino Risi, Franco Rossi, Luigi Filippo D'Amico | 1965 |
| Yo la conocía bien                                                     | Io la conoscevo bene                                             | Antonio Pietrangeli                            | 1965 |
| Yo, yo, yo... y los demás                                              | Io, io, io... e gli altri                                        | Alessandro Blasetti                            | 1966 |
| Muchas cuerdas para un violín                                          | L'immorale                                                       | Pietro Germi                                   | 1967 |
| El médico de la mutua                                                  | Il medico della mutua                                            | Luigi Zampa                                    | 1968 |
| Bello, honesto, emigrado a Australia quiere casarse con chica intocada | Bello, onesto, emigrato Australia sposerebbe compaesana illibata | Luigi Zampa                                    | 1971 |
| Sembrando ilusiones                                                    | Lo scopone scientifico                                           | Luigi Comencini                                | 1972 |
| He sido yo                                                             | Sono stato io!                                                   | Alberto Lattuada                               | 1973 |
| Aventuras y desventuras de un italiano emigrado                        | Pane e cioccolata                                                | Franco Brusati                                 | 1974 |
| Perfume de mujer                                                       | Profumo di donna                                                 | Dino Risi                                      | 1974 |
| Apasionada                                                             | Romanzo popolare                                                 | Mario Monicelli                                | 1974 |
| Habitación para cuatro                                                 | Amici Miei                                                       | Mario Monicelli                                | 1975 |
| Brutos, sucios y malos                                                 | Brutti, sporchi e cattivi                                        | Ettore Scola                                   | 1976 |
| Buenas noches, señoras y señores                                       | Signore e signori, buonanotte                                    | Luigi Comencini, Ettore Scola, Mario Monicelli | 1976 |
| ¡Que viva Italia!                                                      | I nuovi mostri                                                   | Mario Monicelli, Ettore Scola                  | 1976 |
| Un burgués pequeño, muy pequeño                                        | Un borghese piccolo piccolo                                      | Mario Monicelli                                | 1977 |
| Ecce bombo                                                             | Ecce bombo                                                       | Nanni Moretti                                  | 1978 |

## Palmarés

### Premios oficiales[10]
Ganadores de la Sección Oficial del 47.º Festival Internacional de Cine de San Sebastián de 1999:
- Concha de Oro:  Hoy empieza todo de Bertrand Tavernier
- Premio Especial del Jurado: Jaime de António-Pedro Vasconcelos
- Concha de Plata al mejor Director: 
  - La ducha de Zhang Yang
  - Las confesiones del doctor Sachs de Michel Deville
- Concha de Plata a la mejor Actriz: Aitana Sánchez-Gijón por Volavérunt
- Concha de Plata al mejor Actor: Jacques Dufilho por Hoy empieza todo
- Premio del jurado a la mejor fotografía: Alfredo Mayo por Cuando vuelvas a mi lado
- Premio del jurado al mejor guion: Rosalinde y Michel Deville por Las confesiones del doctor Sachs

### Premio Donostia
- Fernando Fernán-Gómez
- Vanessa Redgrave
- Anjelica Huston

### Otros premios oficiales
- Premio Nuevos Directores: Recursos humanos de Laurent Cantet
- Premio Perla del Público: Hoy empieza todo de Bertrand Tavernier
- Premio de la Juventud: Agnes Browne de Anjelica Huston

### Otros premios
- Premio FIPRESCI: Soft Fruit de Christina Andreef
- Gran Premio FIPRESCI: Todo sobre mi madre de Pedro Almodóvar

Mención especial: Wisconsin Death Trip de James Marsh
- Premio del CEC (Círculo de Escritores Cinematográficos): Mumford de Lawrence Kasdan
- Premio de la Asociación de donantes de sangre de Guipúzcoa a la solidaridad: Las confesiones del doctor Sachs de Michel Deville
- Premio OCIC: La ducha de Zhang Yang